# Kloster Schwarzenbroich

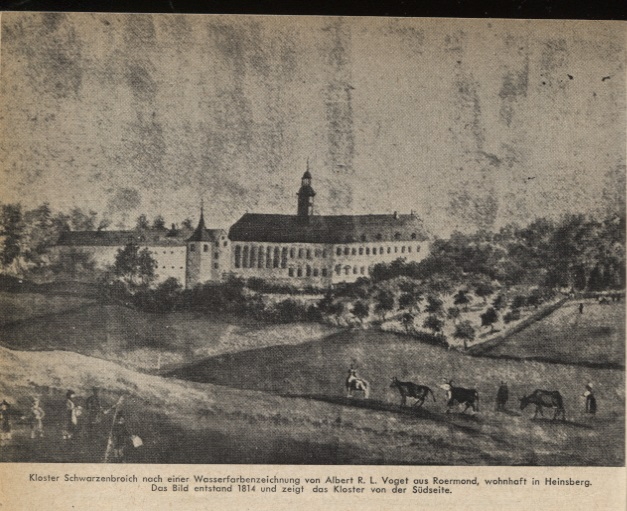
Das Kloster von der Südseite

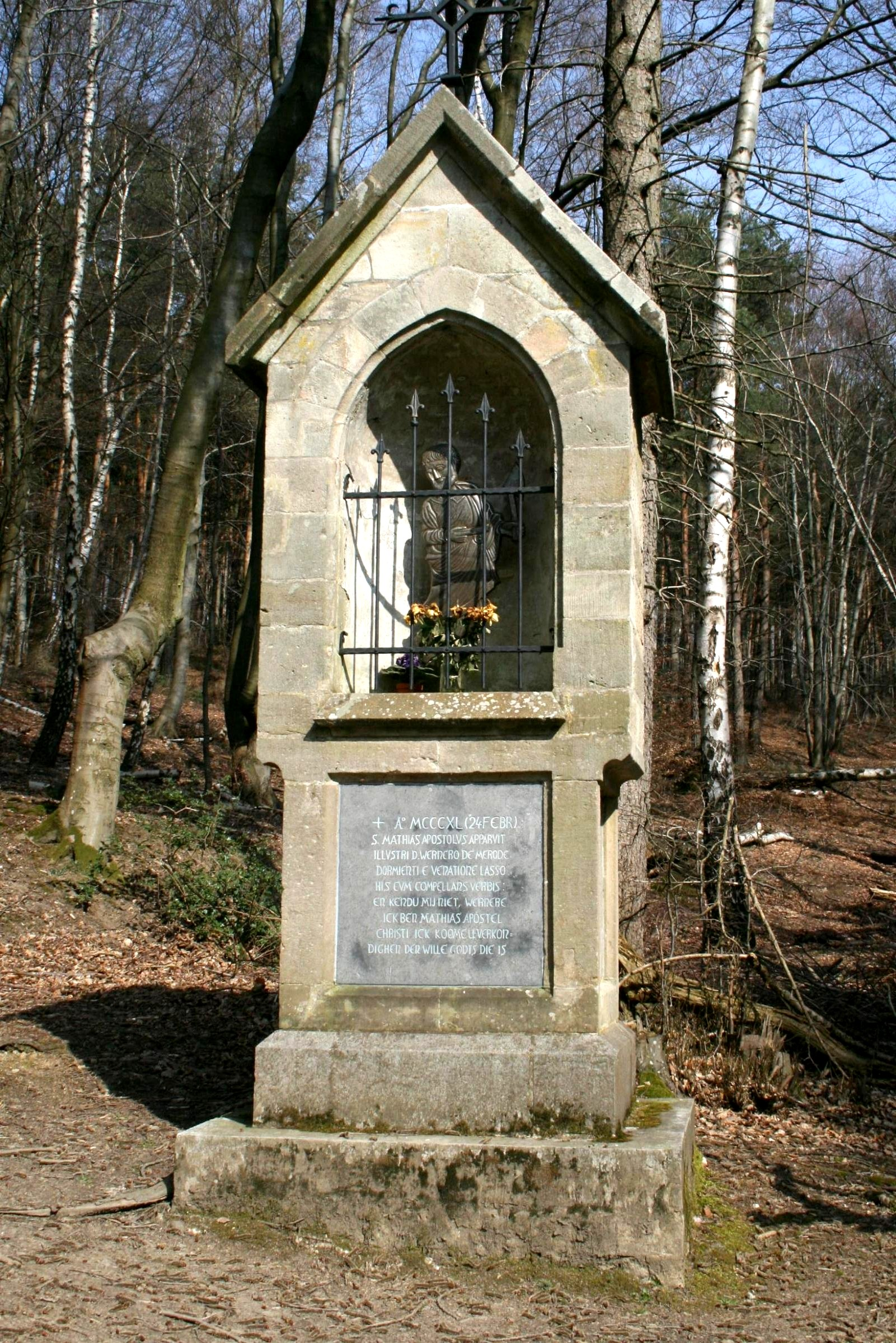
Bildstock „Matthiaskapellchen“ in der Nähe der Ruine

Kloster Schwarzenbroich ist eine Ruine im Wald zwischen Gürzenich und Schevenhütte im Kreis Düren, Nordrhein-Westfalen auf dem Gebiet der heutigen Gemeinde Langerwehe.
In dem Kloster lebten die Kreuzherren des Ordens vom Heiligen Kreuz, OSC.

## Lage
Das Kloster lag am Fuße des Knosterberges. Dort sind heute nur noch die stark überwachsenen, bis 6 m hohen Mauerreste zu sehen. Im Mittelalter wurde die Örtlichkeit Matthiasthal genannt, weil hier 1340 Werner von Merode der Apostel Matthias erschienen sein soll. Er habe ihn aufgefordert, an der Stelle ein Kloster zu errichten. Direkt am Kloster vorbei führte die Pilgerstraße, die von Düren über Gürzenich, Derichsweiler, Schevenhütte zum bekannten Wallfahrtsort Kornelimünster führte. Sie ist Teil des Jakobsweges und entsprechend mit der Jakobsmuschel als Zeichen des Jakobsweges gekennzeichnet.

## Geschichte
Erzbischof Walram von Köln erteilte am 16. Februar 1340 die Erlaubnis zum Bau des Klosters, das fortan von Chorherren des Kreuzherrenordens besiedelt wurde. Der Stifter stattete das Kloster mit großen Einkünften aus, zum Beispiel dem Patronatsrecht über die Pfarre Mariaweiler. Im 15. Jahrhundert hatte sich der Reichtum des Klosters sehr stark vermehrt, da sich die Kreuzherren überwiegend aus den Söhnen des begüterten rheinischen Adels rekrutierten und beim Eintritt in den Orden Land und andere Vermögenswerte einbrachten. Dem Kloster gehörten jetzt auch eine Reihe von großen Höfen und Weinbergen in der Umgegend.
Deshalb konnte die Klosterkirche neu gebaut werden. Sie wurde am 14. April 1429 konsekriert. Im 16. Jahrhundert wurde das Kloster umfangreich renoviert. 1712 wurde die Klosterkirche nach den Zerstörungen im Dreißigjährigen Krieg neu errichtet. In den Wirren der Französischen Revolution mussten 1794 alle Kreuzherren in das rechtsrheinische Gebiet flüchten, und zwar nach Schönrath, heute möglicherweise Köln-Höhenhaus. 13 Chorherren kehrten wieder zurück. 1802 wurde das Kloster von den Franzosen aufgelöst.
Einer der bekanntesten Chorherren des Klosters Schwarzenbroich war Franz Theodor Biergans, der 1768 in Aldenhoven geboren wurde und von 1786 bis 1794 mit Unterbrechungen dem Konvent Schwarzenbroich angehörte. Er verließ das Kloster endgültig nach Einmarsch der Franzosen. In der Folgezeit betrat er als deutscher Jakobiner in Köln die politische Bühne und kritisierte als Anhänger der französischen Revolutionsideale Kirche und Feudalherren. Biergans gab ab 1795 die politische Zeitschrift „Brutus oder der Tyrannenfeind“ in Köln und 1796 die Zeitschrift „Brutus der Freye“ in Aachen heraus.
Neben der Seelsorge in Mariaweiler arbeiteten die Kreuzherrenbrüder auch im Hospital bzw. Siechenhaus in Geich bei Langerwehe. Das Antwerpener Retabel der Pfarrkirche St. Martinus in Langerwehe soll aus dem Kloster Schwarzenbroich stammen.
Am 2. September 1803 wurde das Kloster zur Versteigerung gegen eine Taxe von 30.950 Franken aufgeboten. Am 1. März 1804 wurde Schwarzenbroich von Gerhard Melchior Urbach aus Dürwiß und Johann Georg Stoltenhoff aus Eschweiler zum Preise von 30.500 Franken ersteigert. Die neuen Besitzer gewannen aus dem eisenhaltigen Torf- und Moorboden Vitriolsalze und Alaun. Reste der einstigen Klosterbibliothek sind über verschiedene Bibliotheken verstreut.
Am Abend des 24. März 1835 läuteten die Glocken in Echtz Feueralarm, denn Klostergebäude und Kirche in Schwarzenbroich standen in Flammen und wurden schwer beschädigt. Die beschädigten Gebäude wurden nicht wieder instand gesetzt. Die gesamte Anlage wurde ein Jahr später an den Grafen (heute: Prinzen) von Merode verkauft. Damit kehrte das Kloster nach 496 Jahren wieder in die Hände der Stifterfamilie zurück, die auch heute noch die Besitzer sind. Die Ruinenanlage war bis zum Zweiten Weltkrieg ein beliebter Ausflugsort. Während der Schlacht im Hürtgenwald (1944) wurden die noch bestehenden Ruinen bis auf die Grundmauern zerstört.
Am 3. April 2023 wurde bekannt gegeben, dass die Ruine durch einen Förderverein gesichert werden soll.

Kloster-Fragmente
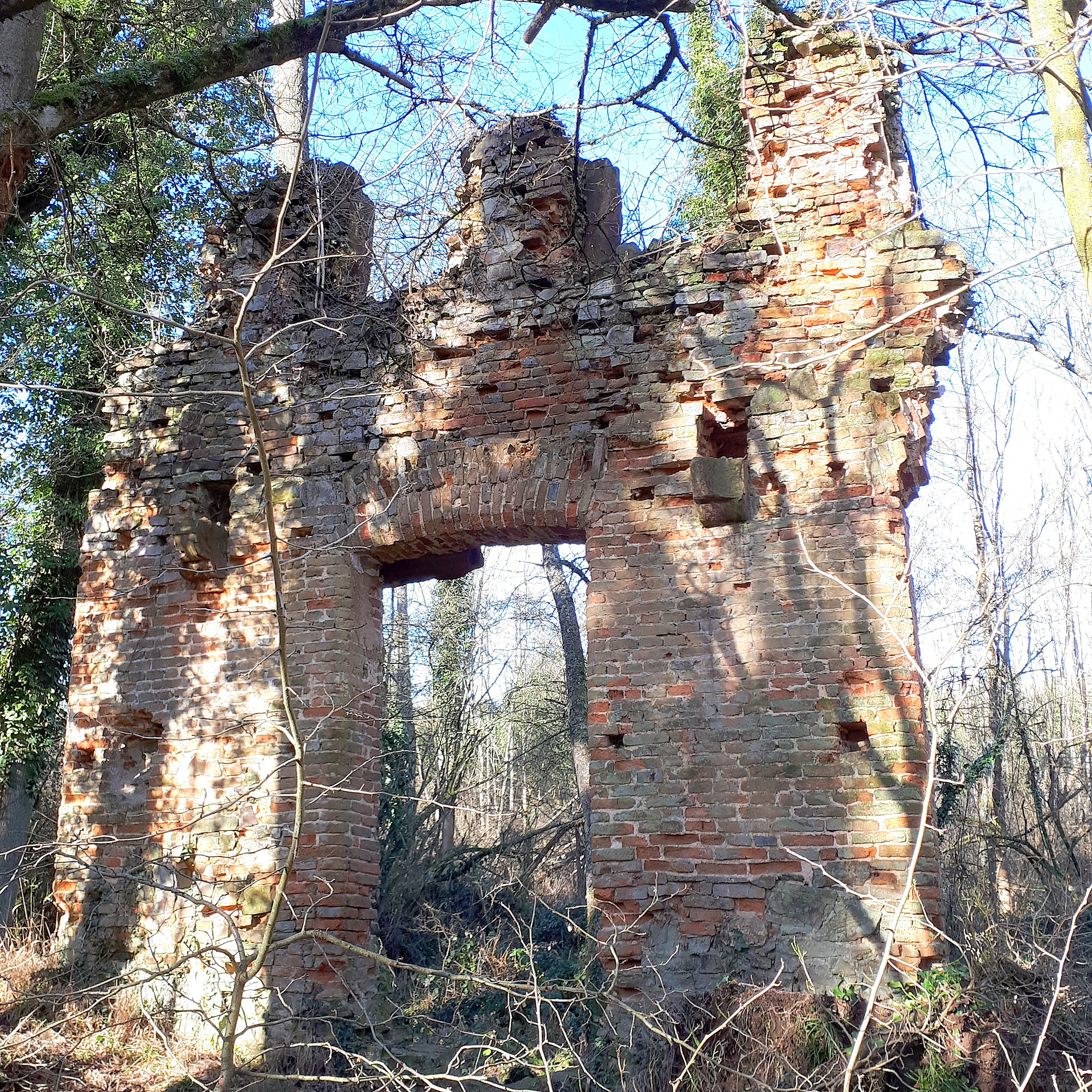
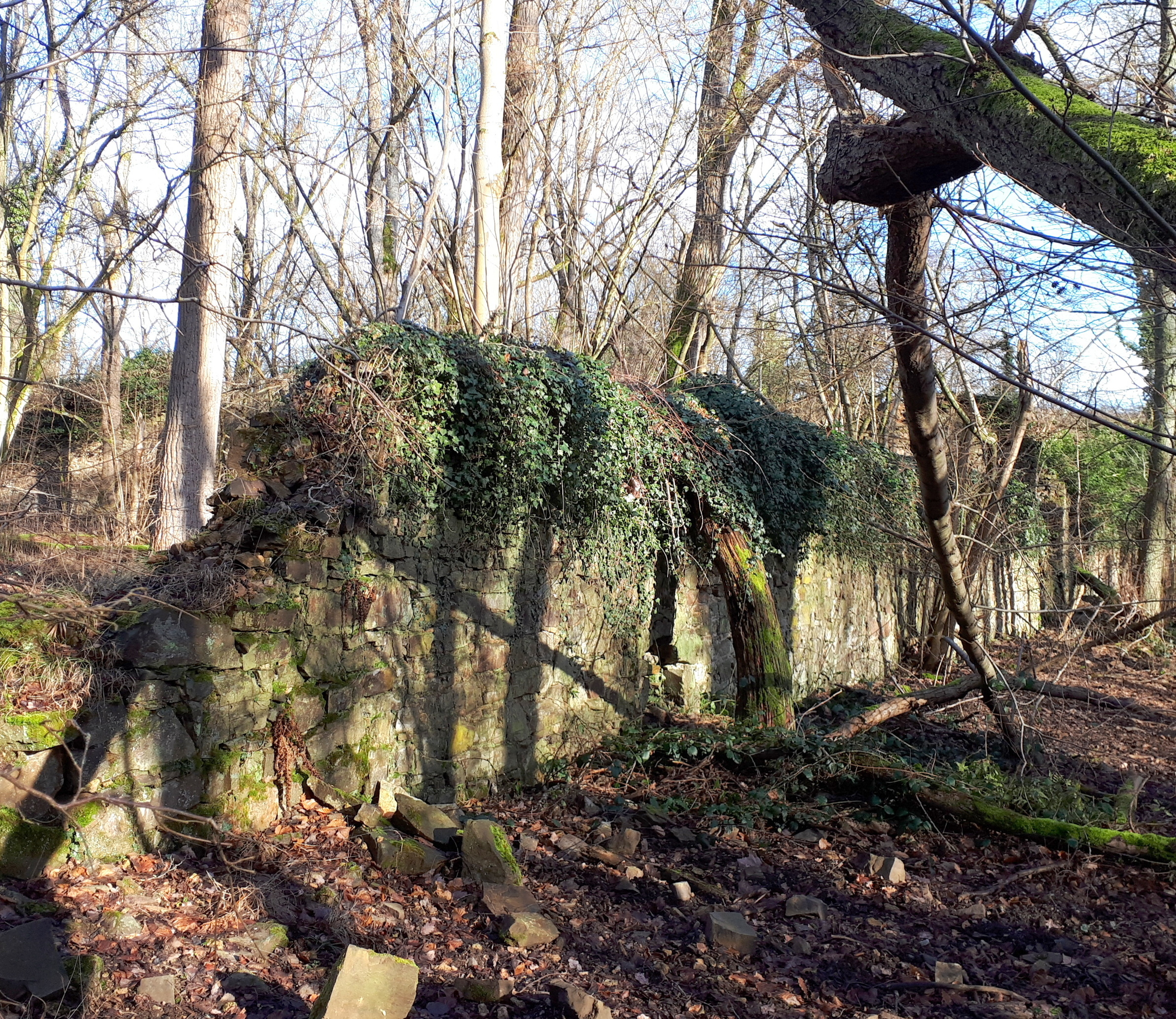
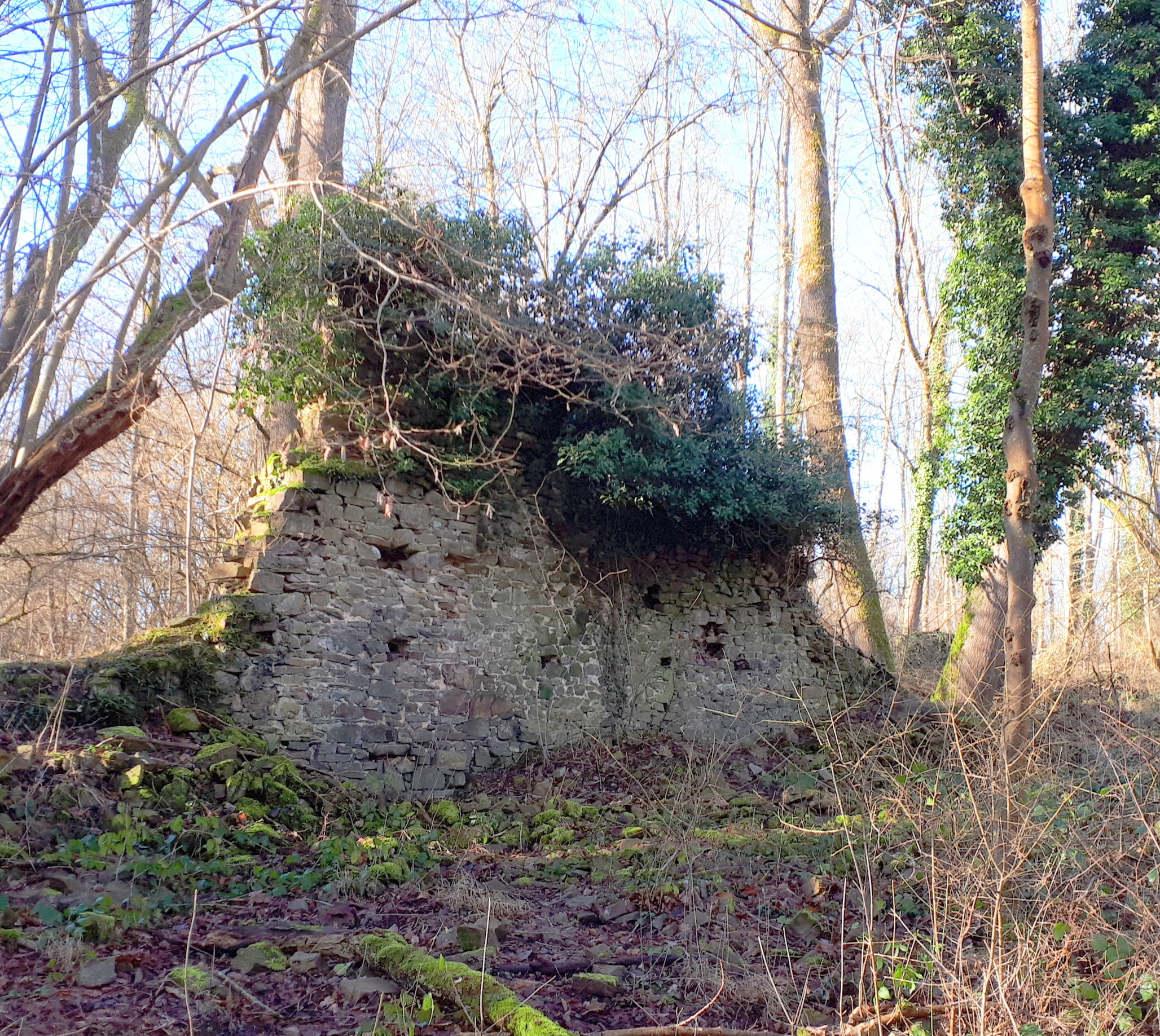
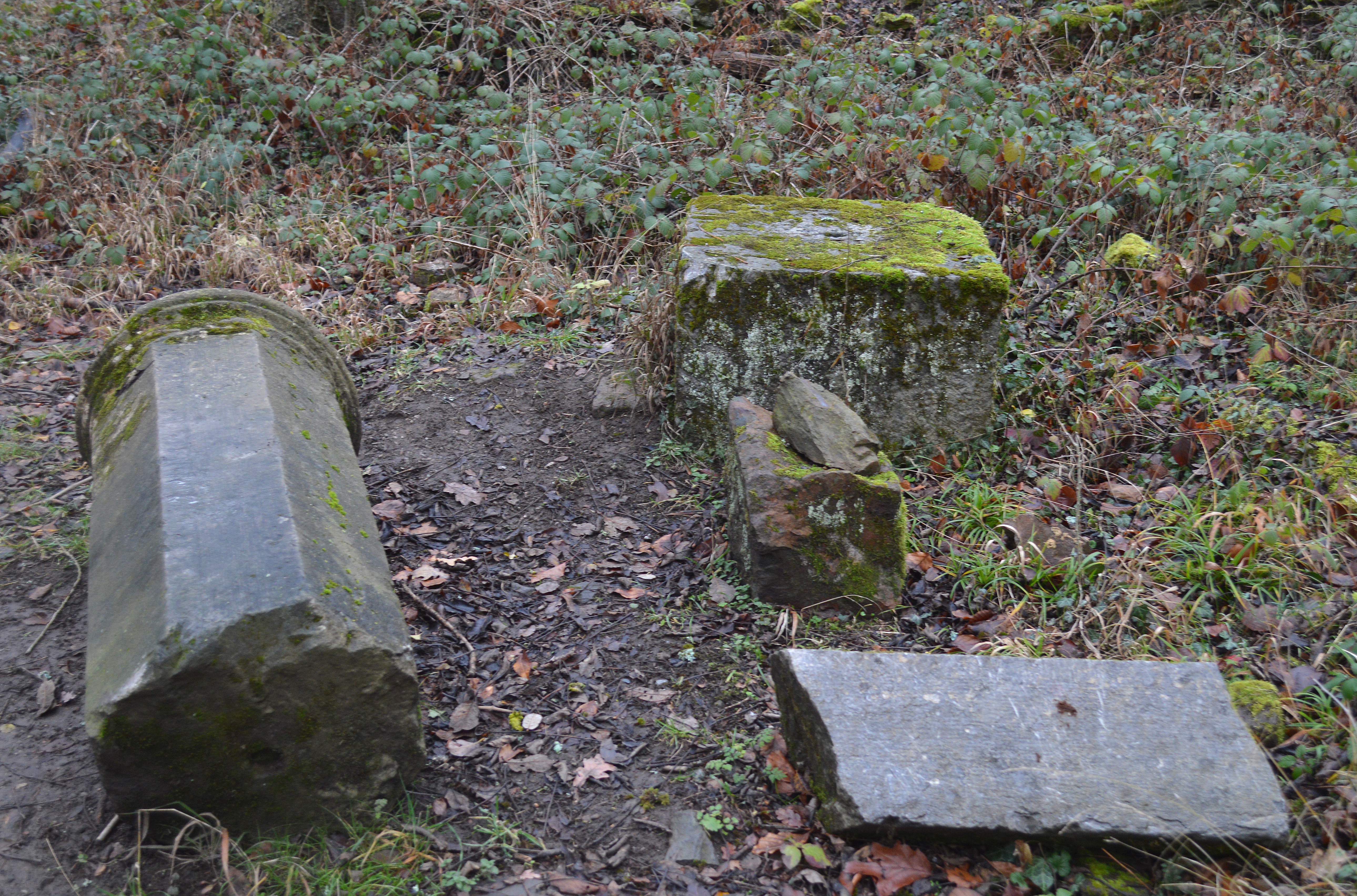
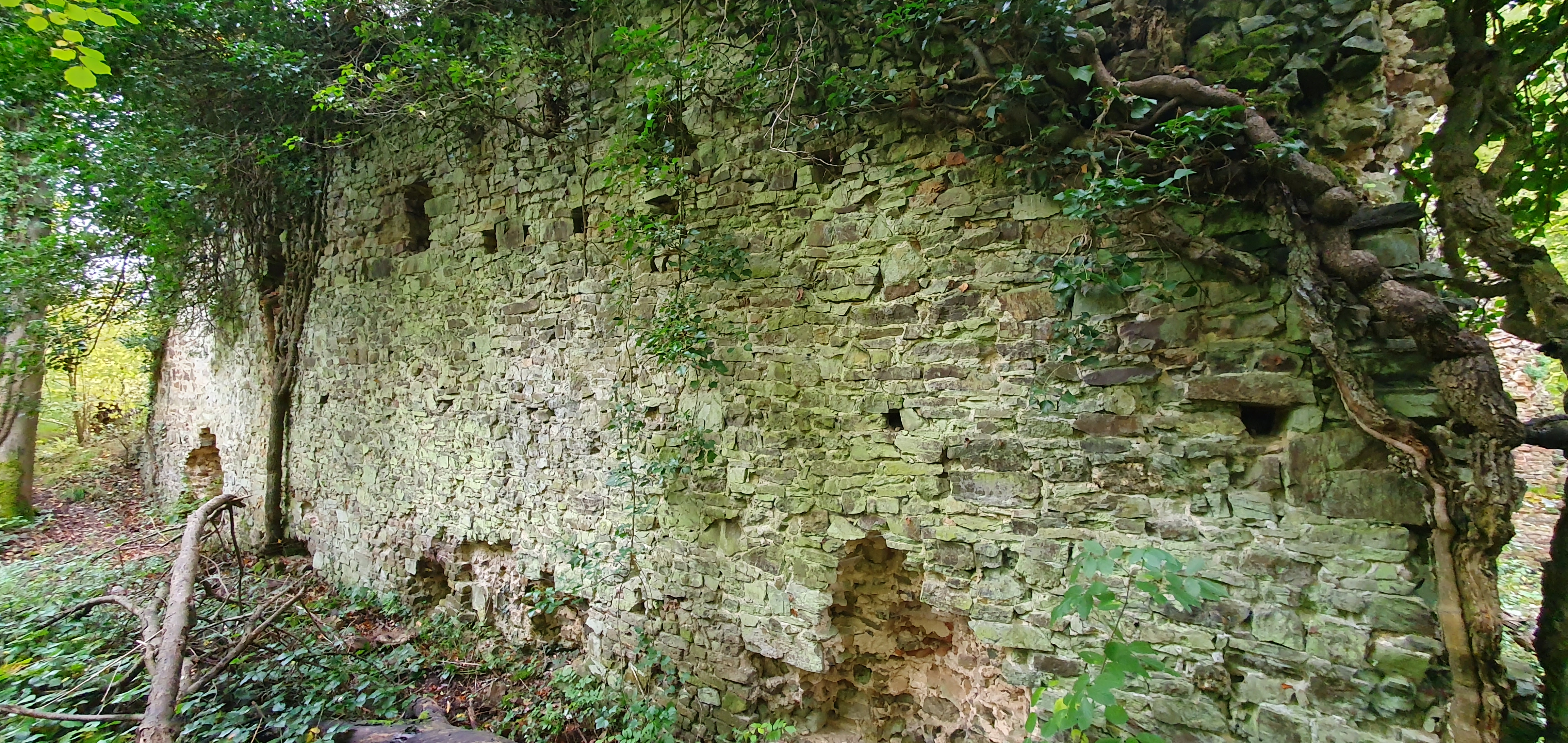

## Trivia
Das Kloster ist Schauplatz des Historienkrimis Mönchsgesang von Günter Krieger.